# Mujer con una jarra de agua
Mujer con una jarra de agua es una pintura realizada en torno al año 1662 por Johannes Vermeer. Se trata de un óleo sobre lienzo de 45,7cm x 40,6 cm, y se encuentra expuesto en el Museo Metropolitano de Arte, Nueva York. 
Obra típica de la madurez de Vermeer, donde predominan los colores habituales en el artista: amarillo limón, azul, y el magenta. El cuadro, sobrio e íntimo, presenta una serie de objetos característicos en la pintura del holandés: la silla, el mapa colgado de la pared, la mesa del primer plano. Las tonalidades obtenidas en ciertas partes del cuadro, como por ejemplo en el tocado, trabajado casi como si de una acuarela se tratara, hacen de esta obra un magnífico ejemplo de la sabiduría del genio holandés. Admirable es también el efecto de reflejo obtenido en la jarra que la sirvienta sostiene.